# 에콜 데 피지크 데 주쉬

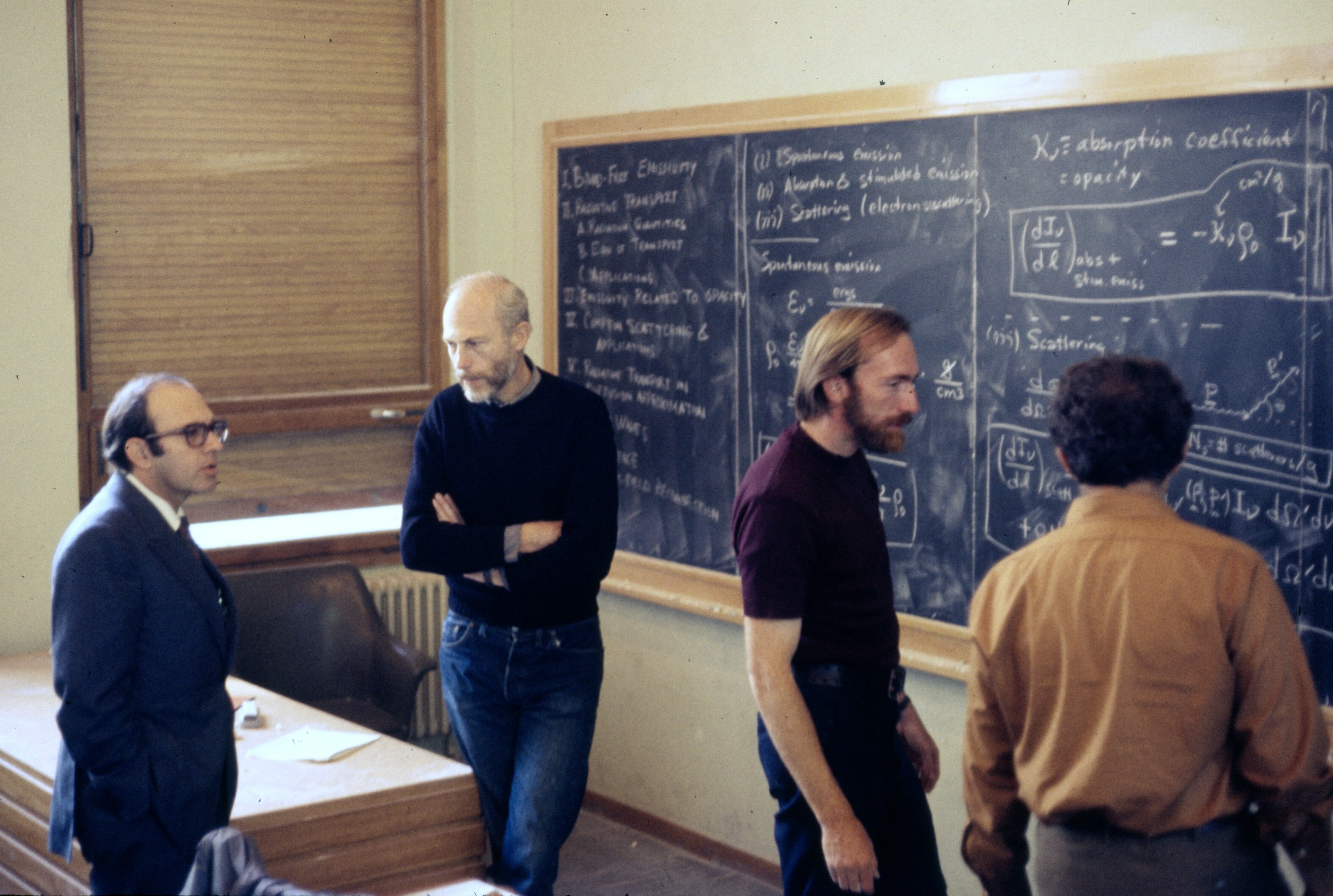
1972년 여름, 대형 강의실에서의 토론. 왼쪽부터 유발 니먼, 브라이스 드윗, 킵 손.

에콜 데 피지크 데 주쉬(École de Physique des Houches, 레주쉬 물리학 학교)는 1951년 젊은 프랑스 과학자인 Cécile DeWitt-Morette에 의해 설립되었다.
역사적으로 첫 번째 강의는 1951년 Léon Van Hove에 의한 양자역학에 관한 것이다. 수업이 레주쉬(Les Houches) 마을에서 수 킬로미터 떨어져 있고 편의시설이 전무한 고산 샬레(chalet)에서 8주 동안 진행되어 당시의 여건은 매우 힘들었다.
얼마 되지 않아 학교는 엔리코 페르미, 볼프강 파울리, 미러 겔만 및 존 바딘과 같은 현대 물리학계의 가장 위대한 인물들을 빠르게 끌어 들였다. 나중에 유명하게 되는 당시의 학생으로는, 미래의 과학자인, 피에르질 드 젠느, 조르주 샤르팍, 클로드 코헨타누지 등이 있는데 이들은 모두 노벨 물리학상 수상자들이 되며, 필즈 메달 수상자가 되는 수학자 알랭 콘스도 포함되어 있다.

## 여름학교 세션

### 1990년

#### 1990년 7월:양자 광학,비선형 광학및레이저 냉각
- - 책임자 : 장 진저스틴
  - 공동주최자 : 장 달리바르, 장미셸 레이몽

##### 강사들
- 라이너 블랫
- 클로드 코엔타누지 (1997년 노벨상 )
- 클로드 파브르
- 세르주 아로슈 (2012년 노벨상 )
- H. 제프 킴블
- 다니엘 클레프너
- 루이지 루기아토
- 윌리엄 D. 필립스 (1997년 노벨상 )
- 볼프강 슐라이히
- 윤론 쉔
- 주크 왈레이븐

##### 방문자
- 알랭 아스페

##### 주목할만한 참가자
- Arthur Ekert, Wolfson College, Oxford University, 영국
- Daniel Hennequin Laboratoire de Spectroscopy Hertzienne, Université de Lille-Flandres-Artois, Villeneuve-d'Ascq, France
- Monika (Ritsch-)Marte, Institut für Theoretische Physik, University of Innsbruck, 오스트리아
- 클라우스 묄머(Klaus Mølmer), 덴마크 오르후스 대학교 물리학 및 천문학 연구소
- Olivier Pfister, Université Paris-Nord, Laboratoire de Physique des Lasers, 프랑스
- Michael Schubert, University of Hamburg, Institut fur Experimentalphysik, 독일
- Andrew Steane, Clarendon 연구소, 옥스퍼드, 영국
- Kalle-Antti Suominen, University of Helsinki, Research Institute for Theoretical Physics, 핀란드

### 1954년

#### 강사
- 프리먼 다이슨
- 루돌프 피어스

### 1951년
- 참가자들 :
  - 클로드 코엔타누지